# Carlo Parisi (allenatore)
Carlo Parisi (Catanzaro, 8 marzo 1960) è un allenatore di pallavolo italiano, tecnico del Volley Bergamo 1991.

## Carriera
Inizia la carriera come assistente allenatore nell'Unrra Casas nei campionati di Serie A2 dal 1991 al 1993; nella stagione successiva viene promosso primo allenatore restando al timone della  formazione siciliana per quasi sei anni, con una promozione nel massimo campionato al termine della stagione 1995-1996 e una immediata retrocessione nell'annata successiva, fino all'esonero nel 1999. Viene immediatamente ingaggiato dalla Roma con cui termina il campionato e che guida, sempre nel campionato cadetto, fino al 2001-2002.
Passa quindi al Chieri con cui vince il campionato di Serie A2 2002-2003 guadagnando la promozione in A1, ma da cui viene esonerato nei primi mesi del 2004.
Nella stagione 2004-05 diventa allenatore del Busto Arsizio che guida alla promozione in Serie A1 al termine della stagione 2006-2007; negli anni successivi arrivano le vittorie nella Coppa CEV 2009-2010, il triplete del 2011-2012, quando la formazione bustocca si aggiudica la Coppa Italia, la seconda Coppa CEV e il campionato; nella stagione successiva arriva anche la vittoria della Supercoppa italiana.
Al termine del campionato 2014-2015, che vede la formazione bustocca raggiungere la piazza d'onore in Champions League, le strade fra la squadra lombarda e il tecnico si separano.
Nell'estate del 2011 guida la nazionale italiana universitaria alla XXVI Universiade; dal 2012 al 2015 è allenatore della Rep. Ceca, con cui vince la medaglia d'oro all'European League 2012.
Nel corso della stagione 2015-2016 viene ingaggiato dalla formazione azera del Lokomotiv Baku. Nell'annata 2016-17 diventa allenatore del Le Cannet, mentre nella stagione successiva rientra in Italia grazie all'ingaggio da parte della Savino Del Bene, che guida per due annate.
Nel corso del campionato 2019-20 viene chiamato alla guida della Pro Victoria sostituendo Massimo Dagioni, mentre in quello successivo passa alla guida del Casalmaggiore, sempre nella massima serie italiana.
Dopo qualche mese di inattività, nel corso della stagione 2021-22 è invece di scena nella Volley League greca, sostituendo Gil Ferrer Cutiño sulla panchina dell'Olympiakos. All'inizio dell'annata successiva si trasferisce in Romania alla guida del Rapid Bucarest, tuttavia a metà campionato fa di nuovo rientro in Italia per sostituire Massimo Bellano come allenatore del Firenze, incarico che ricopre fino al 2024.
Dal 2024 è allenatore del Volley Bergamo 1991. Nel 2025 torna sulla panchina della nazionale italiana universitaria in vista dei XXXII Giochi mondiali universitari, conducendo la formazione azzurra alla vittoria della competizione.

## Palmarès

### Club
- Campionato italiano: 1

2011-12
- Coppa Italia: 1

2011-12
- Supercoppa italiana: 1

2012
- Coppa CEV: 2

2009-10, 2011-12

### Nazionale (competizioni minori)
- European League 2012
- Giochi mondiali universitari 2025

### Premi individuali
- 1996 - Serie A2: Premio Luigi Razzoli - Miglior allenatore
- 2003 - Serie A2: Premio Luigi Razzoli - Miglior allenatore
- 2007 - Serie A2: Premio Luigi Razzoli - Miglior allenatore
- 2012 - Serie A1: Premio Luigi Razzoli - Miglior allenatore